# Rue Moquechien
La rue Moquechien est une voie de Nantes, en France.

## Situation et accès
Située dans le centre-ville de Nantes, la rue est bitumée, ouverte à la circulation automobile. Constituée de deux sections perpendiculaires et longue de 110 mètres, elle relie l'extrémité ouest de la rue Jeanne-d'Arc à l'allée des Tanneurs (Cours des 50-Otages).

## Origine du nom
Son nom viendrait de la déformation de celui d'une demeure, la « maison de Mocchien », dont le propriétaire était originaire des Moutiers-en-Retz. Le nom de « rue Moquechien » fut également porté par l'actuelle « rue Jeanne-d'Arc ».

## Historique
Son nom lui a été attribué en 1837.
Jusqu'aux années 1890, cette voie communiquait avec la « rue du Bourgneuf », artère située dans le prolongement de la rue homonyme,, puisque sur le plan établi par Justin Vincent en 1900, cette « rue du Bourgneuf » est absorbée par l'usine à gaz (destinée à l'éclairage des particuliers) qui s'était installée à cet endroit depuis 1837. Le site de cette usine est occupé depuis par des locaux d'EDF et GDF.
Sur un autre plan, dressé par Jouanne en 1889, la voie était plus longue que de nos jours, puisque la section perpendiculaire actuelle au « quai des Tanneurs » apparaît en rouge comme étant une « voie projetée », décalée d'une trentaine de mètres de l'ancien tronçon.